# Anieliny (przystanek kolejowy)
Anieliny – Przystanek osobowy we wsi Anieliny, w województwie kujawsko-pomorskim, w Polsce. Według klasyfikacji PKP ma kategorię dworca lokalnego.

## Ruch pasażerski
| Rok  | Wymiana pasażerska na dobę |
| ---- | -------------------------- |
| 2017 | 100-149                    |
| 2022 | 100-149                    |
| 2023 | 100-149                    |

## Połączenia
- Bydgoszcz Główna
- Piła Główna
- Wyrzysk Osiek